# Свети Илия (Ротино)
Вижте пояснителната страница за други значения на Свети Илия.
Ротинският манастир „Свети Илия“ (на македонска литературна норма: „Свети Илија“) е манастир край битолското село Ротино, Северна Македония, част от Преспанско-Пелагонийската епархия на Македонската православна църква – Охридска архиепископия.
Католиконът е изграден в местността Мала кория, на 300 m южно от селото в склоновете на Пелистер, близо до Ротинското езеро. Според местното население е изграден върху основите на по-стар храм. В двора на манастира има следи от средновековно селище.